# Nvarsaški sporazum
Nvarsaški sporazum (armensko Նվարսակի պայմանագիրը, Nvarsaki pajmanagiri, perzijsko قرارداد نوارساکس‎, Gharardad navarsaks) je bil sporazum, sklenjen med armenskim uporniškim voditeljem Vahanom Mamikonjanom in predstavniki sasanidskega kralja kraljev (šahanšaha) Balaša (vladal 484–488) v Nvarsaku leta 484.

## Pregled
Sporazum je bil sklenjen potem, ko so Heftaliti med armenskimi gverilskimi spopadi ubili prejšnjega sasanidskega šahanšaha Peroza I. (vladal 459–484). Sporazum je Armencem zagotavljal versko svobodo in avtonomijo.
Vseboval je naslednje določbe: 
- Vse obstoječe zaratustrske ognjene oltarje v Armeniji se mora uničiti in ne sme se graditi novih.
- Kristjani v Armeniji morajo imeti svobodo čaščenja, spreobrnitve v zaratustrstvo pa bi morale biti ustavljene.
- Zemlja se ne sme dodeljevati ljudem, ki so spreobrnili v zaratustrstvo.
- Sasanidski kralj mora Armeniji vladati osebno in ne prek namestnikov.

Vahan Mamikonjan je bil skladno s sporazumom imenovan za hazaraboda in kasneje za marzbana ("mejnega grofa") Armenije. Armenska konjenica pod Vahanovim poveljstvom je podprla Balaša proti pretendentu na perzijski prestol po imenu Zarer, ki je bil Perozov sin ali brat.